# Ángel Romero Rodríguez
Ángel Romero Rodríguez  (nacido en Valencia el 2 de junio de 1984) es un jugador de balonmano español que actualmente milita en el Naturhouse La Rioja, en la Liga ASOBAL.

## Clubes
| Club                       | País   | Temporadas  |
| -------------------------- | ------ | ----------- |
| BM Valencia                | España | 2001-2005   |
| Naturhouse La Rioja        | España | 2006 - 2010 |
| Cuatro Rayas BM Valladolid | España | 2010 - 2012 |
| BM Atlético Madrid         | España | 2012 - 2013 |
| Naturhouse La Rioja        | España | 2013 -      |

## Palmarés

### Cuatro Rayas BM Valladolid
- Subcampeón Copa del Rey 2010-11.

### BM Atlético Madrid
- Mundial de Clubes 2012.
- Copa del Rey 2012-13.
- Subcampeón Copa ASOBAL 2012-13.
- Subcampeón Supercopa de España 2012.

- Datos: Q6173479